# Vulsor septimus
Vulsor septimus är en spindelart som beskrevs av Embrik Strand 1907. Vulsor septimus ingår i släktet Vulsor och familjen Ctenidae.
Artens utbredningsområde är Madagaskar. Inga underarter finns listade i Catalogue of Life.